# Кунди
Ку́нди — аул в Лакському районі Дагестану (Росія). До райцентру 21 км.
В далекому минулому 5 аулів, близько розташованих один від одного, об'єдналися в одне село: Ея-Маші, Захув-Маші, Хун-Маші, Барші-Маші, Сунуц-Маші; в кожному проживали різні тухуми (роди). Відомо, що в XV столітті багато селян померло від епідемії холери. Про це свідчать захоронення поблизу села: Ганах-Хаталу і Урі-Нухалу.
Колись в аулі було 4 мечеті: 3 квартальних — Сунуцінська, Баршинська, Кушкунська і четверта головна П'ятнична. Росіяни зруйнували всі мечеті. Залишилися дрібні рештки тільки двох. В 1990-ті роки відновлено лише Баршинську мечеть.
Школа відкрита в 1928 році в будинку Абачараєва Магомеда. З 1936 вона реорганізована в семирічну, з 1962 — в восьмирічну, а з 1976 — в середню школу.
Тепер у аулі 360 дворів та 2 580 чоловік населення. В 1886 році було 259 дворів. 1914 року тут жили 1 159 осіб.